# Chrysoúla Saatsóglou-Paliadéli
Chrysoúla Saatsóglou-Paliadéli (en grec : Χρυσούλα Σαατσόγλου-Παλιαδέλη, née le 8 juillet 1947, à Thessalonique) est une députée européenne grecque membre du PASOK. Elle fait partie du groupe de l'Alliance progressiste des socialistes et démocrates au Parlement européen. Elle est vice-présidente de la commission des pétitions et membre de la commission de la culture et de l'éducation.